# Barbara (métro de Paris)
Pour les articles homonymes, voir Barbara (homonymie).
Barbara est une station de la ligne 4 du métro de Paris, située à la limite de Bagneux et Montrouge (et à 50 m de la limite communale d'Arcueil). Elle est mise en service le 13 janvier 2022. Il s'agit de la 305e station du métro de Paris.

## Situation
La station est implantée sous l'avenue de Stalingrad à Bagneux, entre le carrefour formé par les avenues Marx Dormoy, de Verdun, Henri-Ginoux et Henri-Ravera, et le carrefour formé avec la rue du Colonel Fabien, en limite avec les communes de Montrouge et d'Arcueil. Elle s'intercale entre les stations Bagneux - Lucie Aubrac et Mairie de Montrouge.

## Histoire
La station est mise en service le 13 janvier 2022.

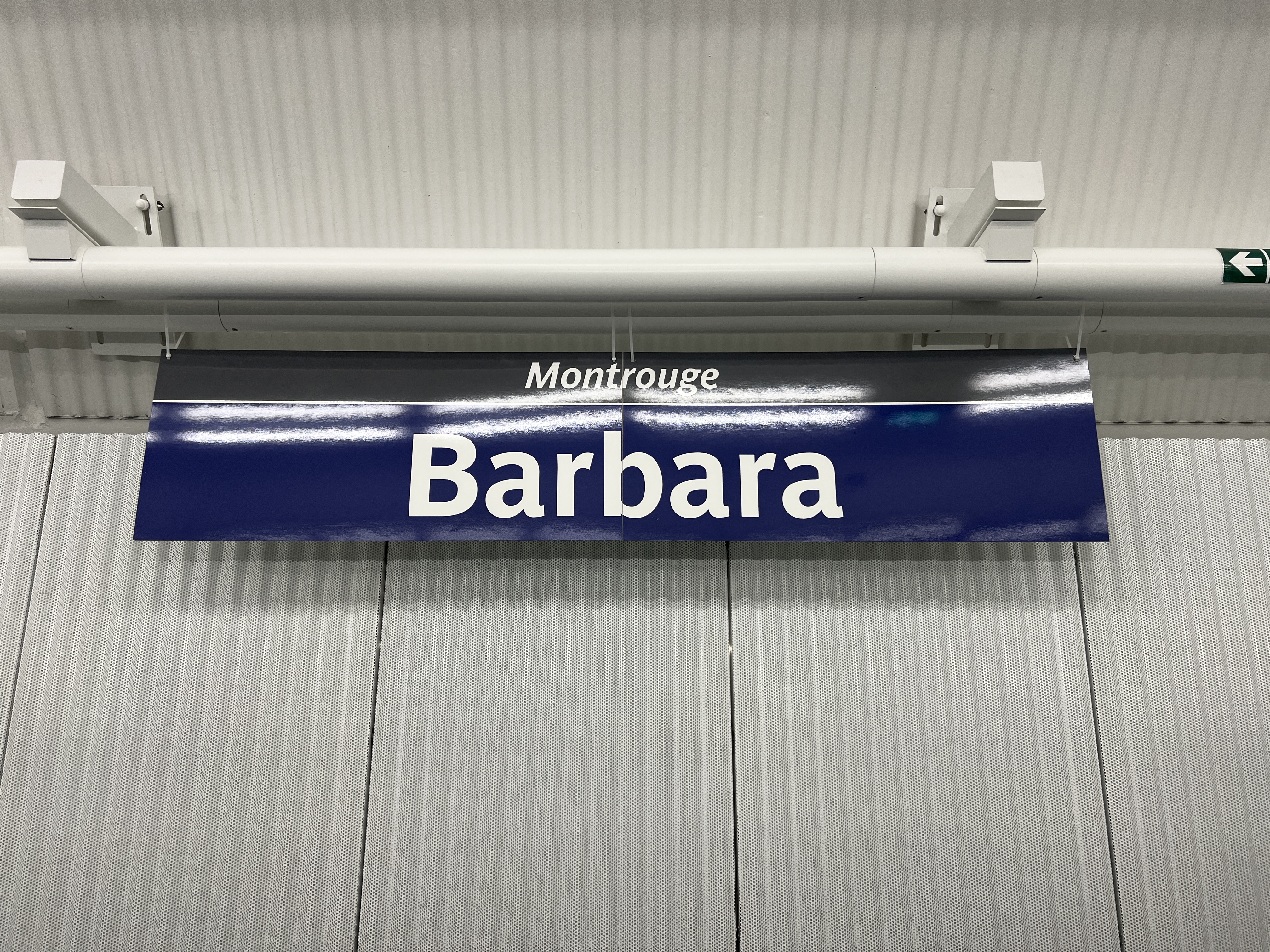
Plaque portant le nom de la station.

Elle doit sa dénomination à l'issue d'une consultation publique. Les trois noms soumis au vote sont Fort de Montrouge, Coluche et Barbara. Le vote a lieu du 17 mai au 17 juin 2018. Le nom choisi est celui de la chanteuse Barbara (1930-1997). L'artiste est enterrée dans le cimetière parisien de Bagneux, lequel est accessible par la sortie sud de la station.
Le prolongement de la ligne 4 de Mairie de Montrouge à Bagneux - Lucie Aubrac prévoit l'établissement d'une station intermédiaire, alors nommée Verdun-Sud. Le projet est déclaré d'utilité publique le 15 février 2005.
Les travaux du prolongement jusqu'à Bagneux - Lucie Aubrac commencent début 2015. Le démarrage des travaux d'infrastructure a eu lieu en juin 2015 et le chantier est officiellement lancé le 8 juillet 2015. Un groupement d'entreprises mené par Spie Batignolles TPCI doit construire la station et les tunnels de liaison, au nord depuis le cul-de-sac de la station Mairie de Montrouge, au sud jusqu'à un ouvrage cadre, le tout pour un marché de 73 millions d'euros.

## Services aux voyageurs

### Accès
La station dispose de deux accès :
- l'accès no 1 « avenue Marx Dormoy » est situé le long de l'avenue Marx-Dormoy, à l'angle des avenues de Verdun et Henri Ginoux. Localisé sur le territoire de Montrouge, il a la particularité d'être inséré dans un immeuble.
- l'accès no 2 « avenue de Stalingrad » se trouve à Bagneux à l’angle de l'avenue de Stalingrad et de l'avenue du Colonel-Fabien[2].

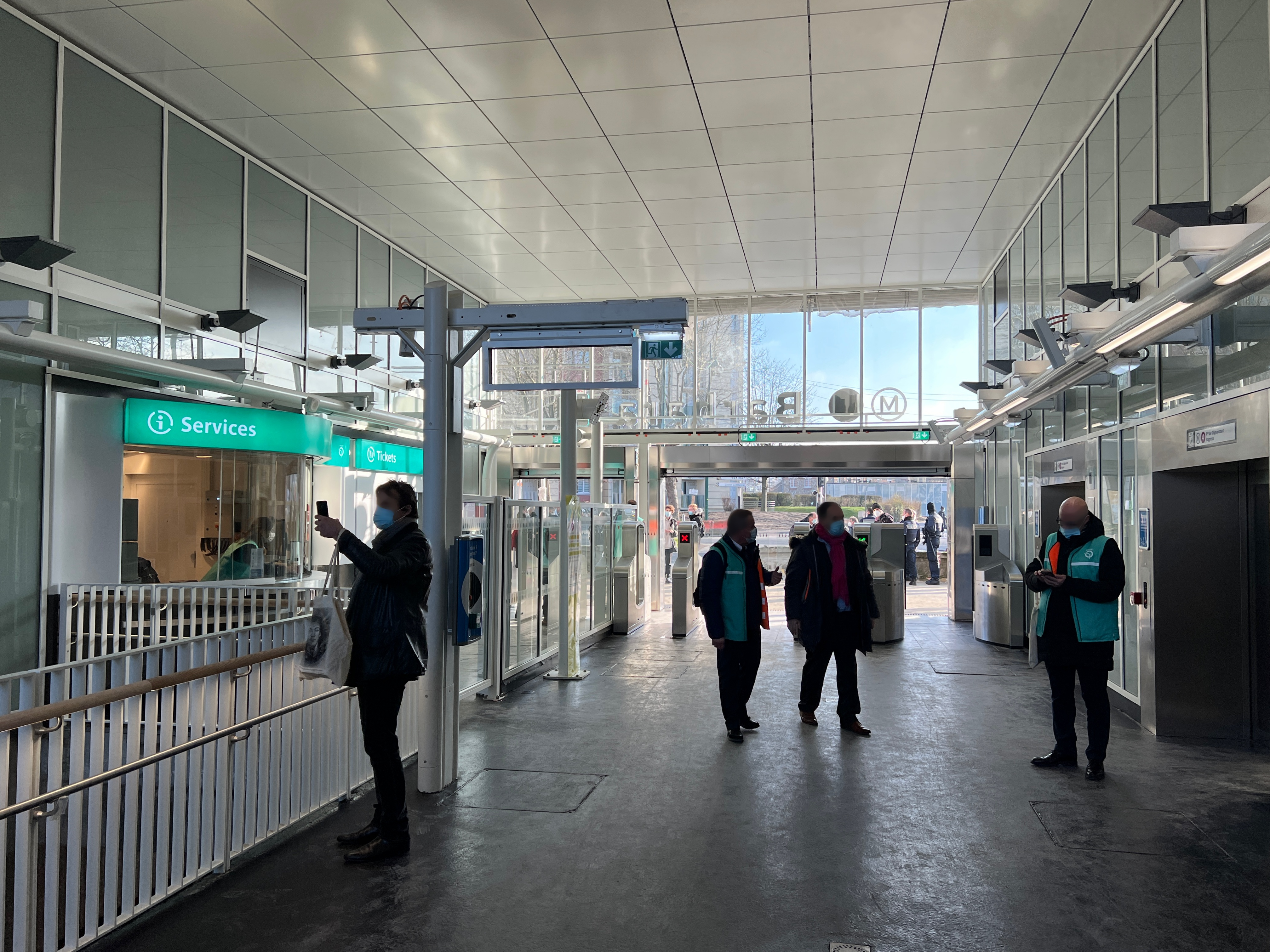
Intérieur de l'accès principal.
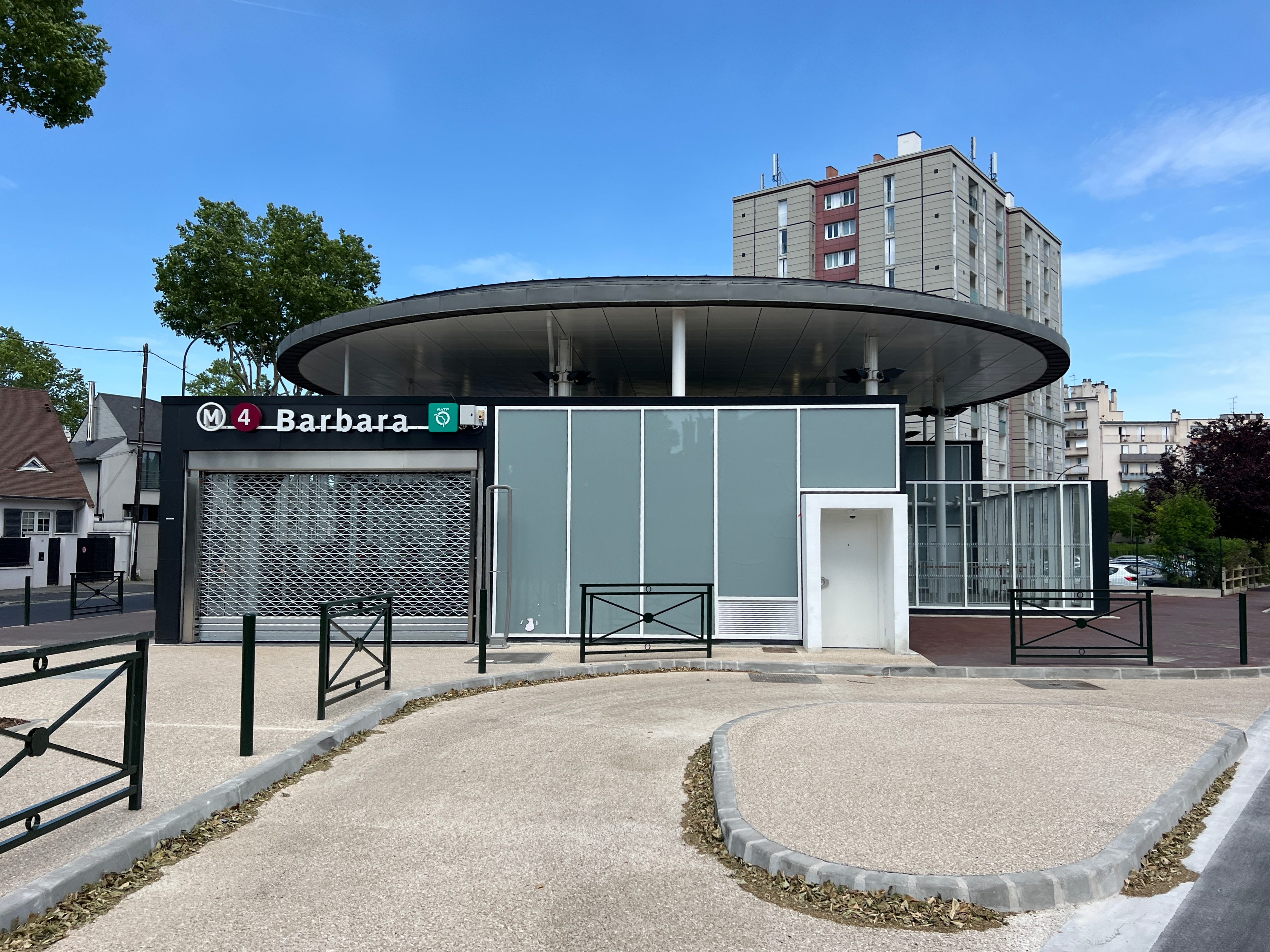
Accès secondaire à Bagneux.

### Quais
Creusée à 25 mètres sous terre, la station est conçue avec un plafond voûté. La station a un revêtement mural fait de panneaux ondulés en métal blanc ajouré.

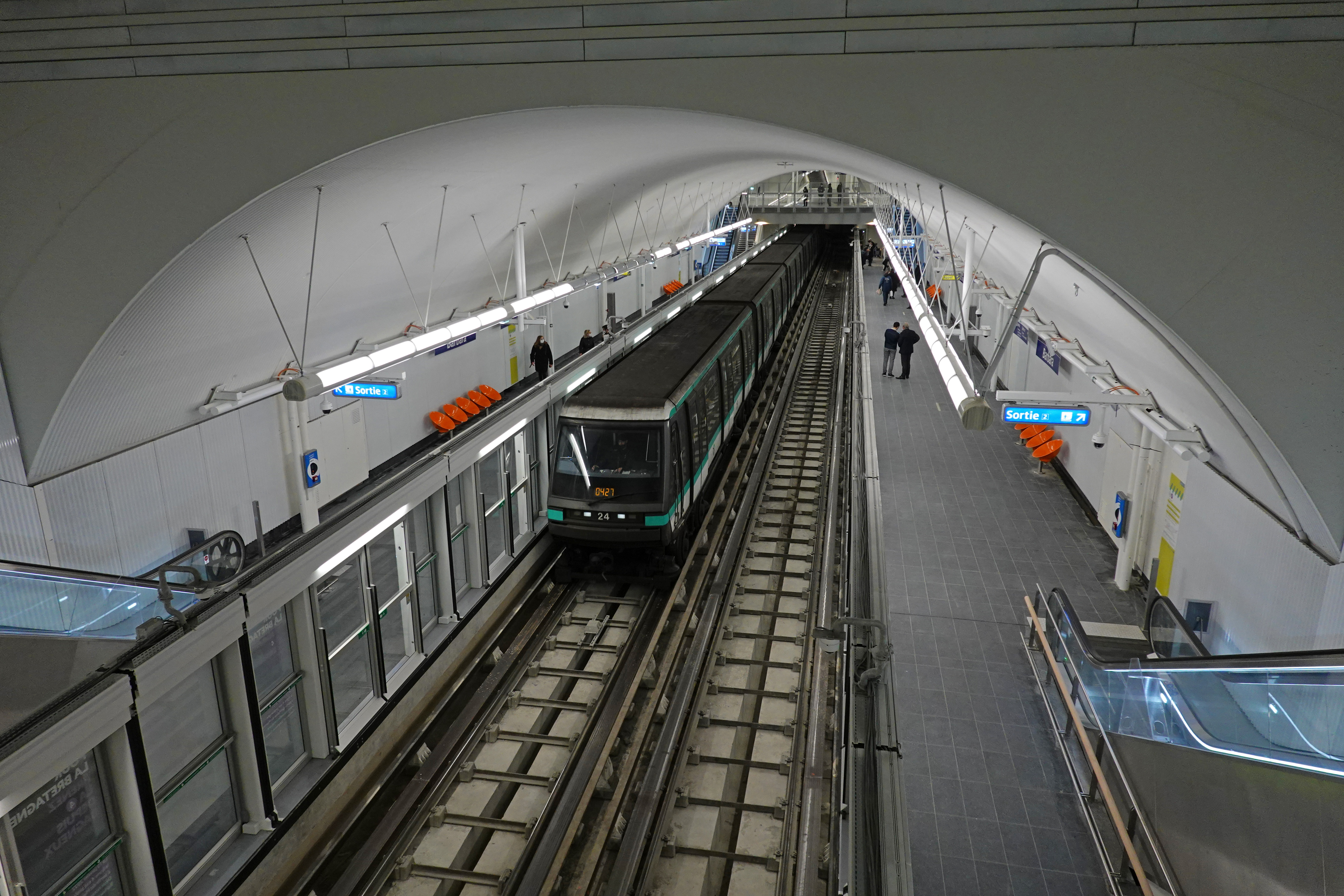
Vue générale de la station.
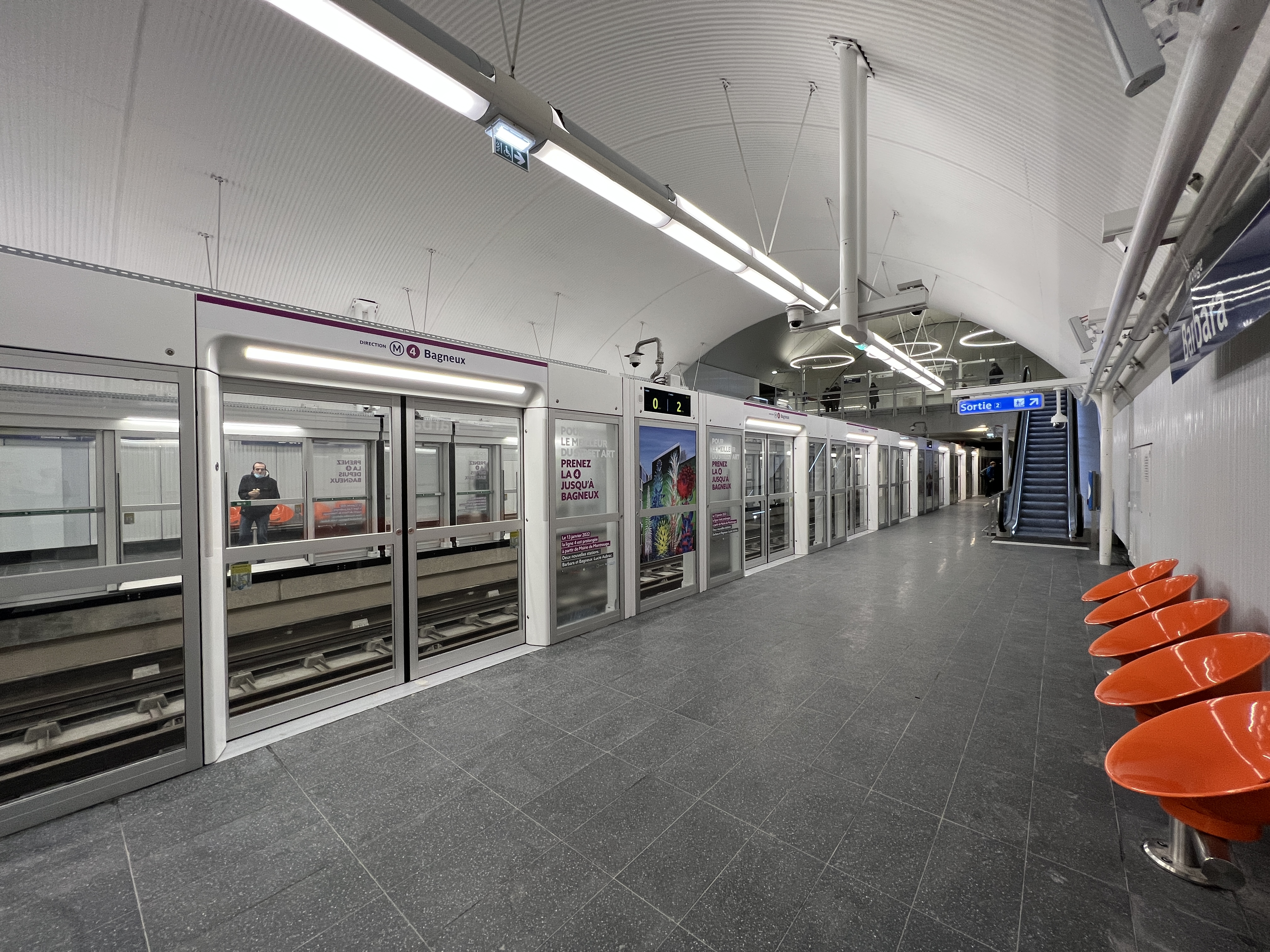
Quai direction Bagneux.

### Intermodalité
La station est en correspondance avec les lignes 128 et 323 du réseau de bus RATP.

## À proximité
- Cimetière parisien de Bagneux
- Fort de Montrouge